# 伊拉希·科姆施黑
米尔扎·马赫迪·伊拉希·科姆施黑（波斯語：‎，1901年1月1日—1973年5月15日）, 是伊朗神秘主义者，诗人，翻译，曾將古兰经翻译成波斯语。他的古兰经波斯译本受到波斯人的赞赏。